# Tratado teológico-político

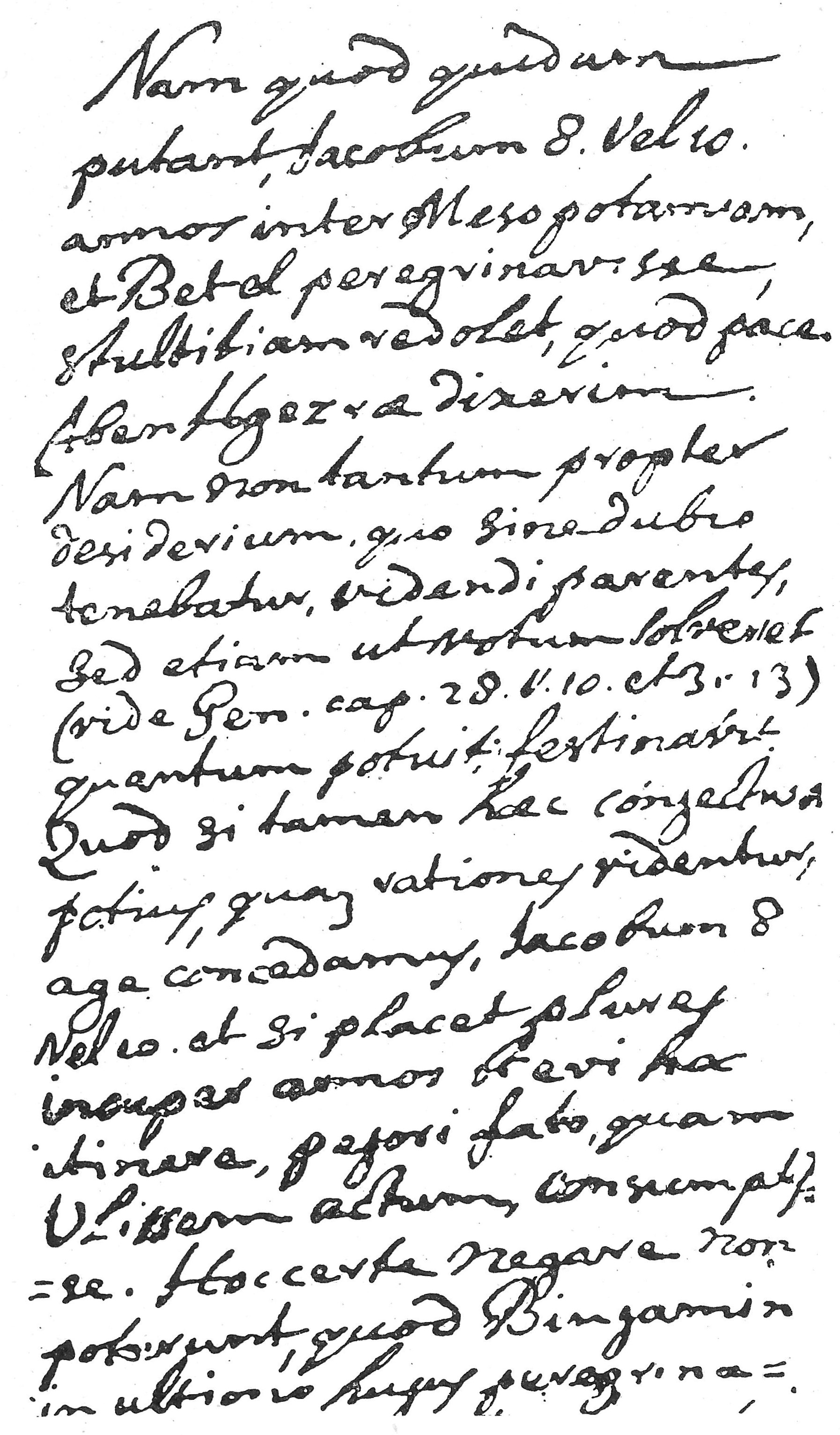
Anotaciones manuscritas de Spinoza en el capítulo 9. Nota 14: "Que algunas personas piensen que Jacob haya viajado 8 o 10 años entre Mesopotamia y Betel, huele a estupidez, Esdras, discúlpame...".

El Tratado teológico-político (en el original, en latín: Tractatus theologico-politicus) es una obra filosófica del neerlandés Baruch Spinoza, publicada de forma anónima en 1670 en Ámsterdam. Fue uno de los textos más controvertidos de la Edad Moderna, tachado de impío y blasfemo tanto por católicos como protestantes.
Expone sus puntos de vista sobre la religión judía y cristiana contemporánea y analiza críticamente la Biblia. El propósito fundamental del tratado es la demostración de que el libre pensamiento y la libertad de expresión no solo no entran en conflicto con la paz social y la buena política, sino que son la base de las mismas. Con este fin, convergen disertaciones sobre exégesis bíblica (con ejemplos prácticos de un nuevo método), filosofía de la religión y filosofía política.
Argumenta que cierto grado de democracia y libertad de expresión y religión funciona mejor en un estado no tiránico, como el caso de Ámsterdam, mientras que el estado sigue siendo primordial dentro de lo razonable. El objetivo del estado es garantizar la libertad de los ciudadanos. Los líderes religiosos no deberían inmiscuirse en política. Spinoza prepara así el terreno para su obra sobre metafísica y psicología Ética, publicada póstumamente en 1677, anticipando un duro criticismo.
Según el método de exégesis bíblica que expone Spinoza, toda persona puede interpretar correctamente la Biblia si se sirve adecuadamente de la razón. Para ello, basta una lectura crítica y rigurosa de los textos bíblicos, contextualizando histórica y socialmente la denominada «revelación» divina. La razón no debe someterse ciegamente a la fe (se opone, así, a la popular fórmula philosophia ancilla theologiae): esto implica que se puede prescindir de la autoridad de los rabinos, de los sacerdotes y de los teólogos, pues la «luz natural» de cada hombre es suficiente. Spinoza inauguró en el Tratado teológico-político un método de exégesis histórica y científica que cuestionaba definitivamente el monopolio que hasta entonces ostentaban las iglesias a la hora de interpretar los textos sagrados.

## Contexto histórico
Las Provincias Unidas, en el momento en que Spinoza comenzó a escribir el Tractatus, se encontraban luchando por mantener el papel de primer orden que les confirmó la Paz de Münster (1648), que había cerrado la Guerra de los Treinta Años con la reconfirmación de estructura de 1609. Inglaterra era su principal oponente en el campo económico. El equilibrio de las relaciones internas era tenso, a nivel religioso, católicos y calvinistas se enfrentaban, y a nivel político, los orangistas y republicanos. En la Prefatio, Spinoza afirma que quiere agradecer al país donde tuvo el privilegio de nacer, razonando el fundamento e importancia de las libertades civiles, aunque es posible que escribiera así porque no consideraba estas libertades tan fuera de peligro en los Países Bajos.

## Historia de la publicación
El tratado fue publicado en 1670 por Jan Rieuwertsz en Ámsterdam de forma anónima para proteger al autor y al editor de represalias políticas, del odium theologicum. El título de la portada identificaba la ciudad de publicación como Hamburgo y el editor como Henricus Künraht. Fue escrito en nuevo latín en lugar del neerlandés en un intento de evitar la censura de las autoridades seculares neerlandesas.
Sin embargo, la identificación del autor no era difícil, pues Spinoza no tuvo especial cuidado en ocultarla del todo. En una carta a Leibniz escribía:

"Si no tenías el tratado teológico-político en tus manos y no te molesta, te puedo enviar una copia". (Epístola XLVI del 9 de noviembre de 1671)

El propio Spinoza tuvo conocimiento, a principios de 1671, de la existencia de una traducción del tratado al holandés y pidió a su amigo Jarig Jelles que impidiera su impresión por parecerle peligroso para «la causa». La primera versión en holandés, titulada El teólogo ortodoxo, no aparecería hasta 1693 y sin el nombre del traductor, aunque tanto esta como la de 1671 se atribuyen a Jan Hendriksz Glazemaker.

## Génesis de la obra
La publicación coronó una obra iniciada alrededor de 1665, en el momento en que Spinoza se dedicaba a la redacción de su Ethica more geometrico demonstrata, que interrumpió temporalmente para escribir el Tractatus. 
El 19 de julio de 1674, el Tractatus fue condenado por un decreto de los tribunales neerlandeses, junto con la Philosophia Sacrae Scripturae interpres de Lodewijk Meyer, que había aparecido en un solo volumen con la segunda edición del Tractatus, y el Leviatán de Hobbes, traducido al neerlandés en 1667 y en latín el año siguiente. La sentencia de condena contra la obra anónima se ordenó en mayo de 1670 por Jacobus Thomasius (Programma adversus anonymum de libertate philosophandi) y, al mes siguiente, por Fredericus Rappoltus (Oratio contra Naturalistas), mientras que Lambertus van Velthuysen, en una carta a Jacobus Ostens, le da un juicio negativo de la obra y estigmatiza cualquier subversión de la tradición religiosa.

## Estructura de la obra
La obra está dividida en 20 capítulos y un prefacio. Una posible subdivisión adicional, propuesta por Emilia Giancotti (ver bibliografía) en su introducción a la obra, es la siguiente:
- Cap. I-VI: análisis de la profecía como revelación divina y de los profetas como intérpretes de la revelación; la elección del pueblo judío; el contenido de la ley divina; ceremonias e historias sagradas; los milagros. Estos son los capítulos más controvertidos de la obra, en los que Spinoza sostiene que el lenguaje metafórico de la Biblia está dirigido a personas sencillas y rechaza la creencia en los milagros, en favor de una explicación racional de los fenómenos naturales posibilitados por el progreso científico.
- Cap. VII-X: exposición de un nuevo método exegético de las Sagradas Escrituras, con una aplicación concreta.
- Cap. XI-XV: los apóstoles; el verdadero sentido de la palabra divina; la esencia de la fe; la filosofía no es ancilla theologiae (es el comienzo de la parte «constructiva» de la obra).
- Cap. XVI-XX: temas políticos.